# Champotón
Champotón är en kommunhuvudort i Mexiko.   Den ligger i kommunen Champotón och delstaten Campeche, i den östra delen av landet, 900 km öster om huvudstaden Mexico City. Champotón ligger 3 meter över havet och antalet invånare är 24 809.
Terrängen runt Champotón är mycket platt. Havet är nära Champotón åt nordväst. Runt Champotón är det glesbefolkat, med 11 invånare per kvadratkilometer. Champotón är det största samhället i trakten. I omgivningarna runt Champotón växer i huvudsak lövfällande lövskog.